# Kung Fu Panda (franchise)

Logo del franchise

Po, protagonista del franchise, e i Cinque Cicloni in una scena del secondo film

Kung Fu Panda è un media franchise americano comico sulle arti marziali iniziato originariamente nel 2008 con l'uscita del film d'animazione omonimo prodotto da DreamWorks Animation. Seguendo le avventure del titolare Po Ping (doppiato originalmente da Jack Black e Mick Wingert), un panda gigante che viene improbabilmente scelto come il profetizzato Guerriero Dragone e diventa un maestro di kung fu, il franchise è ambientato in una versione fantasy di genere wuxia dell'antica Cina popolata da animali antropomorfi. Sebbene inizialmente tutti dubitino di lui, compreso lo stesso Po, il protagonista si dimostra degno mentre si sforza di compiere il suo destino.
Il franchise è composto principalmente da quattro film d'animazione: Kung Fu Panda (2008), Kung Fu Panda 2 (2011), Kung Fu Panda 3 (2016) e Kung Fu Panda 4 (2024), oltre a tre serie televisive: Kung Fu Panda: Mitiche avventure (2011–2016), Le zampe del destino (2018–2019) e Il cavaliere dragone (2022–2023). I primi due film sono stati distribuiti dalla Paramount Pictures, il terzo film è stato distribuito dalla 20th Century Fox e il quarto è stato distribuito dalla Universal Pictures, mentre le serie televisive sono andate in onda rispettivamente su Nickelodeon e Nicktoons, Amazon Prime e Netflix. Sono stati inoltre realizzati cinque cortometraggi, I segreti dei Cinque Cicloni (2008), I segreti dei maestri (2011), I segreti della pergamena, A passo di panda (entrambi del 2016) e La sfida dei ravioli (2024) e uno speciale televisivo, La festività di Kung Fu Panda (2010).
I primi due lungometraggi del franchise sono stati nominati per l'Academy Awards come miglior film d'animazione e numerosi Annie Awards, la prima serie televisiva ha vinto 11 Emmy Awards e la terza serie televisiva ha vinto due Emmy Awards. Tutti e quattro i film sono stati elogiati dalla critica e dal pubblico, incassando complessivamente oltre 2 miliardi di dollari, diventando così il settimo franchise di film d'animazione con i maggiori incassi, mentre il secondo film è stato il film con i maggiori incassi a livello mondiale diretto esclusivamente da una donna (Jennifer Yuh Nelson) fino a Wonder Woman (2017). La serie è inoltre popolare in Cina come eccezionale interpretazione occidentale del genere cinematografico wuxia.

## Film
| Film            | Data di uscita USA | Regia                                   | Sceneggiatura                               | Soggetto                                    | Produttori      |
| --------------- | ------------------ | --------------------------------------- | ------------------------------------------- | ------------------------------------------- | --------------- |
| Kung Fu Panda   | 6 giugno 2008      | John Stevenson e Mark Osborne           | Jonathan Aibel e Glenn Berger               | Ethan Reiff e Cyrus Voris                   | Melissa Cobb    |
| Kung Fu Panda 2 | 26 maggio 2011     | Jennifer Yuh Nelson                     | Jonathan Aibel e Glenn Berger               | Jonathan Aibel e Glenn Berger               | Melissa Cobb    |
| Kung Fu Panda 3 | 29 gennaio 2016    | Jennifer Yuh Nelson, Alessandro Carloni | Jonathan Aibel e Glenn Berger               | Jonathan Aibel e Glenn Berger               | Melissa Cobb    |
| Kung Fu Panda 4 | 8 marzo 2024       | Mike Mitchell e Stephanie Ma Stine      | Jonathan Aibel, Glenn Berger e Darren Lemke | Jonathan Aibel, Glenn Berger e Darren Lemke | Rebecca Huntley |

### Kung Fu Panda(2008)
Po, un panda goffo e in sovrappeso, è un fanatico del kung fu che vive nella Valle della Pace e lavora nel ristorante di suo padre, il signor Ping, incapace di realizzare il suo sogno di imparare il kung fu. Un giorno si svolge un torneo di kung fu per l'anziano leader spirituale della valle, il Gran Maestro Oogway, per determinare l'identità del Guerriero Dragone, l'unico maestro di kung fu in grado di comprendere il segreto della Pergamena del Drago, che si dice contiene la chiave per un potere illimitato. Tutti nella valle si aspettano che il Guerriero Dragone sia uno dei Cinque Cicloni - Tigre, Vipera, Gru, Scimmia e Mantide - un quintetto di maestri di kung fu addestrati dal Maestro Shifu per proteggere la valle. Con sorpresa di tutti, Oogway sceglie Po, che si era imbattuto accidentalmente nell'arena del torneo dopo essere arrivato tardi.
Rifiutando di credere che Po possa essere il Guerriero Dragone, Shifu sottopone Po a tortuosi esercizi di addestramento per scoraggiarlo a smettere. Determinato a trasformarsi in qualcuno che lui stesso può rispettare, Po persevera nel suo allenamento e fa amicizia con i Cinque Cicloni, che in precedenza avevano deriso Po per la sua mancanza di abilità nel kung fu. Po scopre presto che deve combattere Tai Lung, un malvagio guerriero di kung fu che è fuggito dalla prigione per vendicarsi per essere stato negato dalla Pergamena del Drago, e si dispera per non poterlo sconfiggere. Il maestro Oogway, nel frattempo, scompare, affidando a Shifu e a Po le sorti della valle, certo che, se entrambi crederanno nel panda, questi potrà sconfiggere Tai Lung. Shifu è disperato. Tuttavia, scopre che Po è capace di arti marziali quando è motivato dal cibo e lo allena con successo per imparare il kung fu. Dopo che il suo addestramento è completo, a Po viene data la Pergamena del Drago, che scopre di essere vuota ma fatta di un materiale riflettente su cui Po vede se stesso. Po si rende conto che la chiave del potere illimitato si trova dentro di sé, permettendogli di sconfiggere Tai Lung e ripristinare la pace nella valle.

### Kung Fu Panda 2(2011)
Po ora vive il suo sogno di maestro di kung fu e protegge la Valle della Pace insieme ai Cinque Cicloni. Tuttavia, viene gettato in un conflitto interno quando inizia ad avere flashback di sua madre e apprende dal signor Ping che è stato adottato come un bambino. Poco dopo, Po e i Cinque vengono inviati in missione per impedire al malvagio pavone Lord Shen di usare un'arma di recente sviluppo, il cannone, per conquistare tutta la Cina e distruggere la tradizione del kung fu. Po rimane tormentato dal pensiero di essere stato abbandonato dai suoi veri genitori fino a quando non viene guidato da un'anziana saggia divinatrice ad abbracciare il suo passato, e ricorda che i suoi genitori hanno rischiato la vita per salvarlo da Shen, che aveva iniziato a sterminare tutti i panda dopo aver appreso di una profezia secondo cui sarebbe stato sconfitto da "un guerriero nero e bianco". Po raggiunge la pace interiore, che gli consente di distruggere la nuova arma di Shen, sconfiggere Shen e accettare il signor Ping come padre. Tuttavia, l'ultima scena del film mostra il padre biologico di Po che si rende conto che suo figlio è vivo.

### Kung Fu Panda 3(2016)
Poco dopo gli eventi del secondo film, Shifu cede il suo incarico di maestro del Palazzo di Giada a Po, sostenendo che il prossimo passo del suo apprendistato è quello di supervisionare l'addestramento dei Cinque Cicloni. Mentre lotta con questa nuova responsabilità, Po si rallegra di ricongiungersi con suo padre biologico, Li Shan. Tuttavia, la notizia che lo spirito guerriero e collezionista Kai è tornato nel regno mortale e sta rubando il Chi dei maestri da tutta la Cina raggiunge la Valle della Pace e Po e gli altri scoprono da una pergamena lasciata da Oogway che Kai può essere sconfitto dal potere del Chi, una tecnica conosciuta solo dalle colonie di panda, così Po e Li si recarono nella segreta valle dei panda per far sì che Po impari la tecnica. Po alla fine scopre che Li lo ha ingannato perché i panda si sono completamente dimenticati di come manipolare il Chi e voleva solo proteggere suo figlio da Kai, con grande disappunto di Po. Dopo aver fatto ammenda con suo padre, Po unisce le forze con i panda per prendere posizione contro Kai, padroneggiando il potere del Chi nell'occasione e usando il suo potere per distruggerlo per sempre. Dopo essere tornato nella Valle della Pace, Po trascorre le sue giornate diffondendo gli insegnamenti del Chi.

### Kung Fu Panda 4(2024)
Mentre i Cinque Cicloni sono via per allenarsi, Shifu incarica Po di ritirarsi come Guerriero Dragone e di trovare un successore mentre deve avanzare per diventare la Guida Spirituale della Valle della Pace. Deluso, Po fatica a trovare il candidato giusto facendo arrabbiare Shifu. Successivamente vede una ladra di nome Zhen entrare nel Palazzo di Giada e la manda in prigione, ma scopre presto che Tai Lung, Shen e Kai sono tornati. Zhen rivela che in realtà non era Tai Lung, Shen e Kai ma una maga mutaforma chiamata La Camaleonte. Po decide di inseguirla e Zhen accetta di condurlo alla Camaleonte in cambio di una riduzione della pena. Entrambi si dirigono verso Juniper City e lì Po scopre che Zhen è una criminale ricercata, portando entrambi all'arresto. Fuggono con successo nel covo dei ladri dove Zhen si riunisce con il suo vecchio mentore Han che permette loro di rimanere lì per un giorno. Po e Zhen entrano quindi nella tana della Camaleonte, dove Zhen tradisce Po, prende il Bastone della Saggezza e lo dà alla Camaleonte, che si rivela essere la sua padrona. Po riesce a scappare senza il bastone ma La Camaleonte, che si è trasformata in Zhen, lo lancia dal dirupo e Po viene salvato dal suo padre biologico e adottivo. La Camaleonte usa il bastone per evocare tutti i maestri di arti marziali del Regno dello Spirito, rubando le loro abilità di kung fu e rinchiudendoli in gabbie. Zhen decide di allontanarsi dalla Chameleon e si riunisce con Po. Zhen in seguito riesce a convincere il covo dei ladri ad aiutarla a salvare Po. Zhen e Po sconfiggono La Camaleonte e restituiscono il Kung Fu rubato ai rispettivi proprietari. Po li rimanda nel regno degli spiriti con Tai Lung che porta con sé La Camaleonte. Nella Valle della Pace, Po sceglie Zhen come prossimo Guerriero Dragone e i Cinque Cicloni si uniscono a lui nell'addestrarla.

## Speciale televisivo e serie
| Serie                         | Stagione | Episodi  | Episodi  | Messa in onda originale | Messa in onda originale | Messa in onda originale |
| Serie                         | Stagione | Episodi  | Episodi  | Prima messa in onda     | Seconda messa in onda   | Canale                  |
| ----------------------------- | -------- | -------- | -------- | ----------------------- | ----------------------- | ----------------------- |
| La festività di Kung Fu Panda | Speciale | Speciale | Speciale | 24 novembre 2010        | 24 novembre 2010        | NBC                     |
| Mitiche avventure             | 1        | 26       | 26       | 19 settembre 2011       | 5 aprile 2012           | Nickelodeon             |
| Mitiche avventure             | 2        | 26       | 26       | 6 aprile 2012           | 21 giugno 2013          | Nickelodeon             |
| Mitiche avventure             | 3        | 28       | 18       | 24 giugno 2013          | 22 giugno 2014          | Nickelodeon             |
| Mitiche avventure             | 3        | 28       | 10       | 15 febbraio 2016        | 29 giugno 2016          | Nicktoons               |
| Le zampe del destino          | 1        | 26       | 13       | 16 novembre 2018        | 16 novembre 2018        | Amazon Prime Video      |
| Le zampe del destino          | 1        | 26       | 13       | 4 luglio 2019           | 4 luglio 2019           | Amazon Prime Video      |
| Il cavaliere dragone          | 1        | 11       | 11       | 14 luglio 2022          | 14 luglio 2022          | Netflix                 |
| Il cavaliere dragone          | 2        | 12       | 12       | 12 gennaio 2023         | 12 gennaio 2023         | Netflix                 |
| Il cavaliere dragone          | 3        | 19       | 19       | 7 settembre 2023        | 7 settembre 2023        | Netflix                 |

### La festività di Kung Fu Panda(2010)
La festività di Kung Fu Panda (noto anche come Kung Fu Panda Holiday Special o semplicemente Kung Fu Panda Holiday) è uno speciale televisivo del 2010 presentato in anteprima sulla NBC il 24 novembre. Lo speciale racconta l'avventura di Po, al quale viene assegnato il compito di ospitare l'annuale festa d'inverno dal Maestro Shifu, nonostante i suoi desideri per trascorrere le vacanze con il signor Ping.

### Kung Fu Panda: Mitiche avventure(2011-2014; 2016)
Kung Fu Panda: Mitiche avventure (Kung Fu Panda: Legends of Awesomeness) è una serie televisiva animata basata sulla serie di film Kung Fu Panda, ambientata tra i primi due film. Lo spettacolo doveva essere presentato in anteprima originariamente nel 2010, ma venne ritardato e lanciato ufficialmente su Nickelodeon il 7 novembre 2011. Del cast vocale statunitense della serie, solo Lucy Liu, Randall Duk Kim e James Hong riprendono i loro ruoli dai film come Vipera, Oogway e il signor Ping, rispettivamente, mentre in italiano Fabio Volo, Eros Pagni e Francesco Vairano vengono sostituiti da Gianfranco Miranda, Carlo Valli e Oliviero Dinelli su Po, Shifu e Ping. La prima stagione, composta da 26 episodi, si è conclusa il 5 aprile 2012. La seconda stagione è andata in onda dal 6 aprile 2012 al 21 giugno 2013 e composta anch'essa di 26 episodi. Una terza stagione composta da 28 episodi è andata in onda il 24 giugno 2013, subendo una pausa prolungata dopo il 22 giugno 2014, prima di mandare in onda gli ultimi 10 episodi due anni dopo, dal 15 febbraio al 29 giugno 2016, come collegamento all'uscita cinematografica di Kung Fu Panda 3.

### Kung Fu Panda: Le zampe del destino(2018-2019)
Kung Fu Panda: Le zampe del destino (Kung Fu Panda: The Paws of Destiny) è la seconda serie animata di Kung Fu Panda, ambientata dopo gli eventi di Kung Fu Panda 3. Attraverso 26 episodi prodotti da DreamWorks Animation Television con Amazon Studios e ordinati e trasmessi da Amazon Prime Video, la serie è andata in onda nella prima parte della prima stagione di 13 episodi il 16 novembre 2018 e nella seconda e ultima parte della prima stagione di 13 episodi il 4 luglio 2019. La serie segue Po in una nuova avventura, facendo da mentore a quattro giovani panda (Nu Hai, Jing, Bao e Fan Tong), che si imbattono in una grotta mistica sotto il villaggio dei panda e assorbono accidentalmente il chi degli antichi e potenti guerrieri Kung Fu conosciuti come le quattro costellazioni. I quattro amici si rendono conto che ora hanno un nuovo destino: salvare il mondo da un male incombente con i loro nuovi poteri di Kung Fu. Sono aiutati nel loro viaggio da Po, che si ritrova ad affrontare la sua più grande sfida: insegnare a questo gruppo disordinato di giovani panda come esercitare i loro strani poteri.

### Kung Fu Panda: Il cavaliere dragone(2022-2023)
Kung Fu Panda: Il cavaliere dragone (Kung Fu Panda: The Dragon Knight) è la terza serie animata di Kung Fu Panda, presentata in anteprima su Netflix il 14 luglio 2022, con Jack Black che riprende il ruolo di Po. La serie segue Po mentre deve lasciare la sua casa alle spalle e intraprendere una ricerca di redenzione e giustizia in giro per il mondo che lo trova associato a un pratico cavaliere inglese noto come Lama Errante. Rita Ora si è unita al cast nel ruolo di Lama Errante e James Hong ha ripreso il ruolo del signor Ping.

## Cortometraggi

### Kung Fu Panda: I segreti dei Cinque Cicloni(2008)
Kung Fu Panda: I segreti dei Cinque Cicloni (Kung Fu Panda: Secrets of the Furious Five), o semplicemente I segreti dei Cinque Cicloni, è un cortometraggio animato che funge da semi-sequel (o spin-off) di Kung Fu Panda e appare su un disco associato del film originale in uscita in DVD deluxe. Successivamente è stato trasmesso sulla NBC il 26 febbraio 2009 e fu disponibile come DVD separato dal 24 marzo dello stesso anno. Il film ha una storia incorniciata di Po (in animazione al computer), che racconta le storie dei suoi compagni d'armi, i Cinque Cicloni, che sono rappresentati in animazione 2D.

### Kung Fu Panda: I segreti dei maestri(2011)
Kung Fu Panda: I segreti dei maestri (Kung Fu Panda: Secrets of the Masters) è un cortometraggio animato uscito il 13 dicembre 2011, come contenuto speciale allegato al DVD e al Blu-ray di Kung Fu Panda 2. Racconta gli sfondi dei maestri della città di Gongmen: Rino Tuonante, Bue Infuriato e Croc.

### Kung Fu Panda: I segreti della pergamena(2016)
Kung Fu Panda: I segreti della pergamena (Kung Fu Panda: Secrets of the Scroll) è un cortometraggio animato ufficialmente uscito come contenuto bonus nel pacchetto Blu-ray Kung Fu Panda: Ultimate Edition of Awesomeness nel gennaio 2016. I segreti della pergamena descrive in dettaglio la formazione dei Cinque Cicloni e il loro primo combattimento insieme contro un nemico comune. A differenza dei precedenti cortometraggi di Kung Fu Panda, I segreti della pergamena deve ancora essere pubblicato sul proprio DVD o Blu-ray.

### A passo di panda(2016)
A passo di panda (Panda Paws) è un cortometraggio distribuito con gli home media di Kung Fu Panda 3. A passo di panda coinvolge il personaggio Mei Mei (doppiato da Kate Hudson) in competizione con Bao al "Festival di Primavera". Una versione del cortometraggio era stata precedentemente distribuita nelle sale prima del film Home della DreamWorks Animation nel 2015, con Rebel Wilson che doppiava Mei Mei, prima del suo licenziamento da Kung Fu Panda 3.

### La sfida dei ravioli(2024)
La sfida dei ravioli (Dueling Dumplings) è un cortometraggio distribuito dagli home media di Kung Fu Panda 4. Coinvolge Po e Zhen che si offrono a vicenda ravioli dalle rispettive terre d'origine. Litigano su chi sia il migliore e cercano di costringersi a vicenda a provarli. Dopo una giocosa battaglia, finiscono per assaggiarsi i ravioli dell'altro e finiscono per apprezzarli.

## Accoglienza

### Incassi
| Film            | Data di uscita USA | Incassi ($)  | Incassi ($)    | Incassi ($) | Classifica   | Classifica | Budget ($) |
| Film            | Data di uscita USA | Nord America | Internazionale | Mondiale    | Nord America | Mondiale   | Budget ($) |
| --------------- | ------------------ | ------------ | -------------- | ----------- | ------------ | ---------- | ---------- |
| Kung Fu Panda   | 6 giugno 2008      | 216064546    | 416311606      | 632384787   | 218          | 179        | 130000     |
| Kung Fu Panda 2 | 27 maggio 2011     | 165249063    | 500443218      | 665692281   | 373          | 167        | 150000     |
| Kung Fu Panda 3 | 29 gennaio 2016    | 143528619    | 377642206      | 521170825   | 474          | 252        | 145000     |
| Kung Fu Panda 4 | 8 marzo 2024       | 193590620    | 354355808      | 547946428   | 269          | 227        | 85000      |
| Totale          | Totale             | 718432848    | 1648752838     | 2367194321  |              |            | 510000     |

### Critica
| Film            | Rotten Tomatoes      | Metacritic         | CinemaScore |
| --------------- | -------------------- | ------------------ | ----------- |
| Kung Fu Panda   | 87% (191 recensioni) | 74 (36 recensioni) | A-          |
| Kung Fu Panda 2 | 82% (186 recensioni) | 67 (34 recensioni) | A           |
| Kung Fu Panda 3 | 87% (179 recensioni) | 66 (34 recensioni) | A           |
| Kung Fu Panda 4 | 71% (165 recensioni) | 54 (33 recensioni) | A-          |

## Altri media

### Videogiochi
- Kung Fu Panda
- Guerrieri leggendari
- Kung Fu Panda World
- Kung Fu Panda 2
- Kung Fu Panda: Scontro Finale delle Leggende Leggendarie

## Edizione italiana
I primi tre film sono stati doppiati presso la Cast doppiaggio con adattamento e direzione del doppiaggio di Francesco Vairano, mentre il quarto è passato alla CDC Sefit Group e a Marco Mete.
Le serie sono state tutte e tre doppiate presso la Cast doppiaggio e dirette rispettivamente da Massimiliano Alto, Gerolamo Alchieri e Gianfranco Miranda.
Po è stato doppiato da Fabio Volo in tutti i film e da Gianfranco Miranda nelle serie e nella maggior parte dei corti.
Shifu è stato doppiato da Carlo Valli nel quarto film e in tutte le apparizioni non cinematografiche, mentre nei primi tre film ha la voce di Eros Pagni.
Per quanto riguarda gli altri personaggi, Ping è stato doppiato da Francesco Vairano nei primi tre film e nelle serie Kung Fu Panda - Le zampe del destino e Kung Fu Panda: Il cavaliere dragone e da Oliviero Dinelli nella prima serie e nel quarto film, Tigre, Mantide, Vipera e Li Shan sono sempre stati doppiati da Francesca Fiorentini, Simone Mori, Tiziana Avarista e Paolo Marchese, mentre Gru è stato doppiato da Danilo De Girolamo fino alla sua scomparsa, sostituito da Franco Mannella nella prima serie e da Oreste Baldini nel terzo film, e Scimmia da Angelo Maggi in tutto il franchise ad eccezione dello special I segreti dei cinque cicloni, dove ha la voce di Nanni Baldini.
Gli antagonisti dei film, Tai Lung, Lord Shen, Kai e Camaleonte, sono stati doppiati da Fabrizio Pucci, Massimo Lodolo, Roberto Draghetti e Laura Romano.
Il maestro Oogway è stato doppiato da Dante Biagioni fino alla sua morte e successivamente da Dario Penne e Carlo Valli.